# Hamilcar Alivizatos

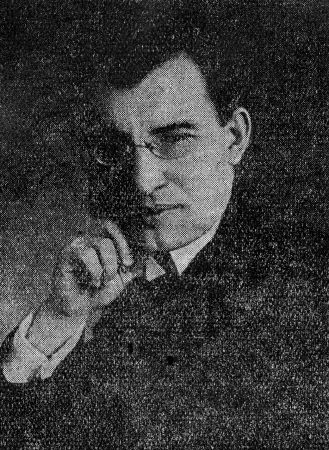
Hamilcar Alivizatos.

Hamilcar Spyridonos Alivizatos (grekiska Αμίλκας Αλιβιζάτος), född den 17 maj 1887 i Lixouri, död den 12 augusti 1969 i Aten, var en nygrekisk teolog.
Alivizatos blev professor i kanonisk rätt och pastoralteologi vid universitetet i Aten, och deltog som en av grekiska kyrkans delegater i Ekumeniska mötet i Stockholm 1925. Han var även medlem i Ekumeniska fortsättningsnämnden.